# Liga Premier de Egipto 2015-16
La temporada 2015-16 fue la 58ª edición de la Premier League de Egipto. el torneo dio inicio el 20 de octubre de 2015 y finalizara el 9 de julio de 2016.
Zamalek es el campeón defensor de la temporada 2014-15. Aswan SC, El Entag El Harby y Ghazl El Mahalla son los tres equipos que ascendieron de la Segunda división la temporada anterior.
El 24 de junio de 2016, Al-Ahly se coronó campeón al vencer por 2-1 a Ismaily y aseguró su título número 38 de la Egyptian Premier League.

## Equipos temporada 2015-16
| Equipo                  | Ciudad              | Estadio                           | Capacidad |
| ----------------------- | ------------------- | --------------------------------- | --------- |
| Al-Ahly                 | El Cairo            | Estadio Internacional de El Cairo | 74.100    |
| Al-Ittihad Al-Iskandary | Alejandría          | Estadio de Alejandría             | 13.660    |
| Al Masry                | Port Said           | Estadio de Port Said              | 17.988    |
| Al-Mokawloon Al-Arab    | El Cairo            | Estadio Osman Ahmed Osman         | 35.000    |
| Aswan                   | Aswan               | Aswan Stadium                     | 20.000    |
| El Dakhleya             | El Cairo            | El Sekka El Hadeed                | 20.000    |
| ENPPI Club              | El Cairo            | Estadio Petro Sport               | 25.000    |
| El Entag El Harby       | Cairo               | Al Salam Stadium                  | 30.000    |
| Ghazl El Mahalla        | El-Mahalla El-Kubra | Ghazl El Mahalla Stadium          | 20.000    |
| Haras El Hodood         | Alejandría          | Estadio Haras El Hedood           | 22.000    |
| Ismaily                 | Ismailia            | Estadio de Ismailia               | 18.525    |
| Ittihad El-Shorta       | El Cairo            | Estadio Gehaz El Reyada           | 22.000    |
| Misr El Makasa          | Fayún               | Estadio de Fayún                  | 10.000    |
| Petrojet                | Suez                | Estadio de Suez                   | 25.000    |
| Smouha                  | Alejandría          | Estadio de Alejandría             | 13.660    |
| Tala'ea El Gaish        | El Cairo            | Estadio Gehaz El Reyada           | 22.000    |
| Wadi Degla              | El Cairo            | Academia Militar de El Cairo      | 22.000    |
| Zamalek                 | El Cairo            | Estadio Internacional de El Cairo | 74.100    |

## Tabla de posiciones
Actualizado al 9 de julio de 2016.
| Pos. | Equipo               | Pts. | PJ | G  | E  | P  | GF | GC | Dif. | Clasificación o descenso                      |
| ---- | -------------------- | ---- | -- | -- | -- | -- | -- | -- | ---- | --------------------------------------------- |
| 1    | Al Ahly              | 76   | 34 | 23 | 7  | 4  | 65 | 24 | +41  | Clasifica a Liga de Campeones de la CAF 2017  |
| 2    | Zamalek              | 69   | 34 | 20 | 9  | 5  | 49 | 25 | +24  | Clasifica a Liga de Campeones de la CAF 2017  |
| 3    | Smouha               | 55   | 34 | 13 | 16 | 5  | 45 | 37 | +8   | Clasifica a Copa Confederación de la CAF 2017 |
| 4    | Al Masry             | 55   | 34 | 13 | 16 | 5  | 50 | 37 | +13  |                                               |
| 5    | Wadi Degla           | 54   | 34 | 14 | 12 | 8  | 38 | 31 | +7   |                                               |
| 6    | Ismaily              | 53   | 34 | 15 | 8  | 11 | 47 | 36 | +11  |                                               |
| 7    | El Entag El Harby    | 52   | 34 | 13 | 13 | 8  | 38 | 26 | +12  |                                               |
| 8    | El Dakhleya          | 50   | 34 | 13 | 11 | 10 | 35 | 33 | +2   |                                               |
| 9    | ENPPI                | 47   | 34 | 12 | 11 | 11 | 42 | 39 | +3   |                                               |
| 10   | Misr Lel Makkasa     | 47   | 34 | 12 | 11 | 11 | 47 | 41 | +6   |                                               |
| 11   | Petrojet             | 46   | 34 | 12 | 10 | 12 | 35 | 31 | +4   |                                               |
| 12   | Tala'ea El Gaish     | 41   | 34 | 9  | 14 | 11 | 34 | 35 | −1   |                                               |
| 13   | Al-Mokawloon Al-Arab | 41   | 34 | 10 | 11 | 13 | 34 | 42 | −8   |                                               |
| 14   | Al Ittihad           | 39   | 34 | 11 | 6  | 17 | 26 | 44 | −18  |                                               |
| 15   | Aswan                | 35   | 34 | 8  | 11 | 15 | 28 | 44 | −16  |                                               |
| 16   | Ittihad El Shorta    | 25   | 34 | 3  | 16 | 15 | 30 | 48 | −18  | Descenso a Segunda División de Egipto         |
| 17   | Haras El Hodoud      | 19   | 34 | 4  | 7  | 23 | 17 | 52 | −35  | Descenso a Segunda División de Egipto         |
| 18   | Ghazl El Mahalla     | 13   | 34 | 0  | 13 | 21 | 16 | 51 | −35  | Descenso a Segunda División de Egipto         |

 Fuente: Soccerway

## Máximos Goleadores
- Actualizado al 9 de julio de 2016.[1][2]

| Pos. | Jugador          | Club              | Goles |
| ---- | ---------------- | ----------------- | ----- |
| 1    | Hossam Salama    | Smouha            | 17    |
| 2    | Marwan Mohsen    | Ismaily           | 14    |
| 2    | Nana Poku        | Misr El Makasa    | 14    |
| 4    | Ahmed Raouf      | Al Masry          | 13    |
| 5    | Mahmoud Fathalla | El Entag El Harby | 12    |
| 5    | Malick Evouna    | Al-Ahly           | 12    |
| 5    | Moamen Zakaria   | Al-Ahly           | 12    |
| 8    | Abdallah Said    | Al-Ahly           | 11    |
| 8    | Kahraba          | Zamalek           | 11    |
| 8    | Stanley Ohawuchi | Wadi Degla        | 11    |